# Elisa Zamacois
Elisa Petra Zamacois y Zabala (Bilbao, 29 de abril de 1838-Buenos Aires, noviembre de 1915) fue una soprano, actriz y pianista española.

## Biografía
Elisa Petra Zamacois y Zabala fue la primera hija en común de Miguel Antonio de Zamacois y Berreteaga, profesor del Colegio de Humanidades de Vizcaya, y de su segunda esposa, la viuda Ruperta María del Pilar de Zabala y Arauco. Tuvo una veintena de hermanos y numerosos sobrinos, muchos de ellos artistas. Del primer matrimonio de su padre con Juana de Urrutia y Mendiola, tuvo diez medio hermanos: Juan Ygnacio, Francisco de Paula Pedro, Juan Niceto, Josef Leandro, Brígida, Justa, Remigia Elena, Miguel Bartolomé Dámaso, Adolfo Gregorio y Pantaleón, y 3 medio hermanos por parte de madre. Además tuvo otros siete hermanos Luis Federico, Eduardo, Antonio, Carlota Pilar, Ricardo, Leonardo y Luisa Ynes. Aunque de familia de Bilbao, el origen del apellido familiar se sitúa en Hasparren (País Vasco francés), donde el apellido se transcribía Samacoys en el siglo XVIII.
La familia se trasladó a Madrid, y siendo aun muy joven, Elisa recibió clases de canto del maestro Francisco Asenjo Barbieri y a Luis de Olona, a la sazón profesor del Real Conservatorio de Madrid. Posteriormente perfeccionó sus estudios en Italia con Corsi.
Pronto la joven soprano  se orientó hacia el mundo de la zarzuela, debutando en 1857, en el Teatro de la Zarzuela de Madrid con la zarzuela El marqués de Caravaca, de Francisco Asenjo Barbieri. A continuación, participó en el estreno de una zarzuela del maestro José Casares titulada Beltrán y la Pompadour, siendo sus compañeros de reparto Dolores Franco, la mezzosoprano Dolores Cortés, el tenor Rosendo Dalmau y Francisco Calvet. Contrajo matrimonio con el barítono Enrique Ferrer, con el que compartió numerosos repartos.
El 21 de septiembre de 1870 estrenó en el Teatro de la Zarzuela El molinero de Subiza, de Cristóbal Oudrid, junto al tenor Manuel Sanz. En 1875 cantó en el Teatro de la Zarzuela la ópera La hija del regimiento de Donizetti, junto al tenor Francisco Villanova y a su esposo el barítono Enrique Ferrer. En 1876, Elisa era primera cantante de la compañía estable del Teatro de la Zarzuela, integrada entre otros por Manuel Sanz, tenor y director de la compañía; y las sopranos Matilde Franco, Enriqueta Toda y Antonia García.
El 1 de febrero de 1876 estrenó en el Teatro de la Zarzuela La marsellesa, de Manuel Fernández Caballero. Cantó en el Teatro Apolo de Madrid la zarzuela Blancos y azules, de Fernández Caballero y, en el mismo teatro, estrenó la zarzuela Guzmán el Bueno de Tomás Bretón. En el Teatro Español de Barcelona, y siempre dentro del mismo año, cantó La marsellesa además de El barberillo de Lavapiés de Francisco Asenjo Barbieri. El 14 de octubre de 1876 y en el Teatro Apolo de Madrid volvió a cantar La marsellesa, esta vez junto al tenor Rosendo Dalmau, la soprano Carolina de Uriondo, y los barítonos Enrique Ferrer y Tirso Obregón.

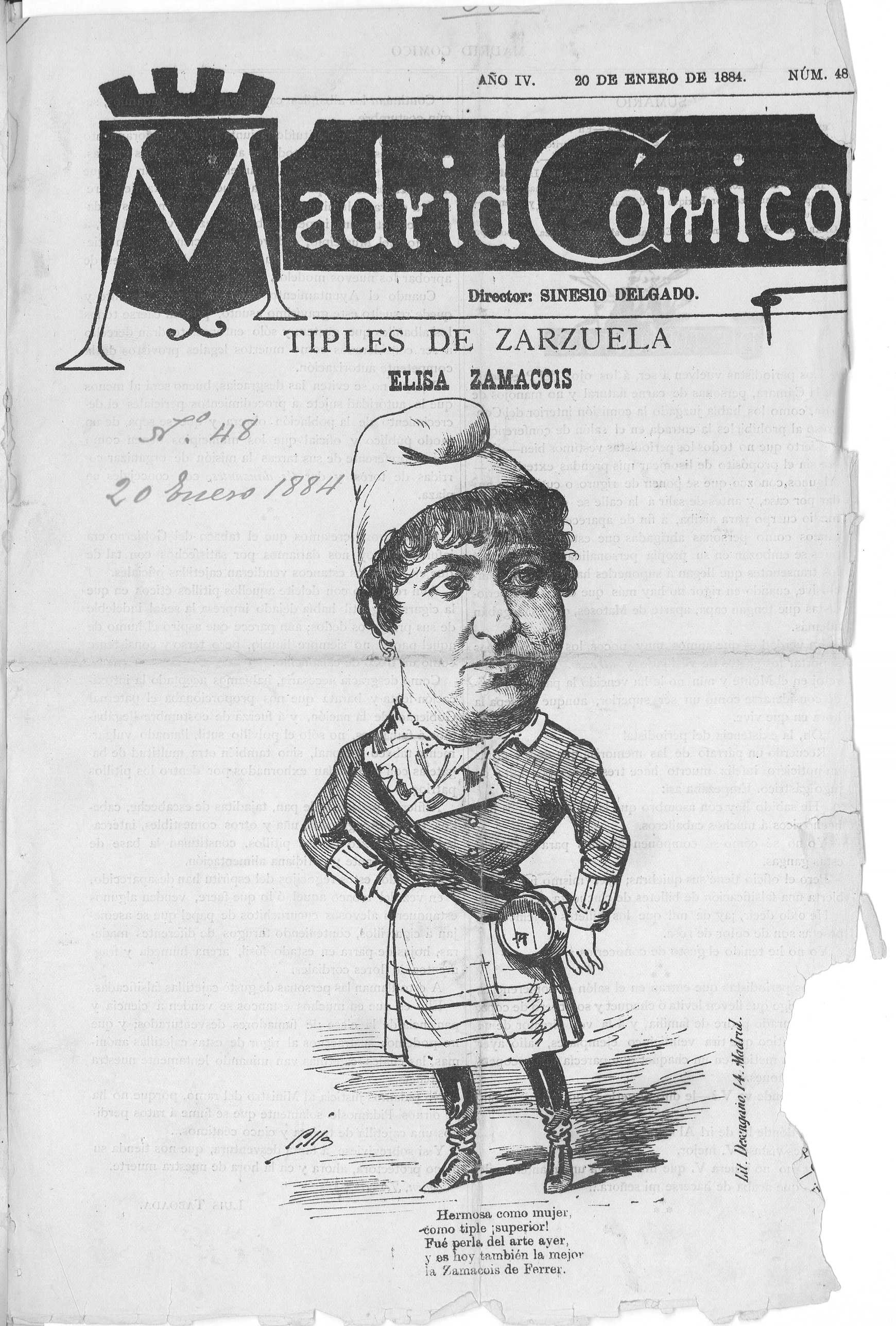
Elisa Zamacois retratada por Cilla en Madrid Cómico (1884)

A partir de 1878 realizó giras regulares por Hispanoamérica, incluyendo los principales teatros de Argentina, Cuba y México.
En 1883 obtuvo un último y gran triunfo cantando la zarzuela Los diamantes de la corona de Francisco Asenjo Barbieri. Elisa Zamacois fue sin duda una gran diva de la zarzuela, llegando a cobrar unos honorarios de hasta diez mil reales, casi una fortuna de la época. Se retiró temporalmente en 1880.
En 1893 se trasladó a Buenos Aires, donde se instaló, dedicándose a la enseñanza tras sufrir una estafa de su representante. Falleció a los setenta y siete años de edad, en noviembre de 1915, en Buenos Aires.

## Estilo vocal
Elisa poseía una magnífica voz a la vez que era una estupenda actriz. Según la crítica de la época, en las partes declamadas la Zamacois era inigualable. Solo puede reprochársele un excesivo carácter acomodaticio en cuanto a la variedad de su repertorio, con su voz y aptitudes escénicas, hubiera podido encarar con éxito los personajes mucho más exigentes del mundo operístico.

## Familia
Fue hermana del historiador y escritor Niceto de Zamacois, del pintor Eduardo Zamacois y Zabala y del también actor Ricardo Zamacois, siendo tía de los escritores Miguel Zamacois y Eduardo Zamacois.